# 條紋廣翅蠟蟬
條紋廣翅蠟蟬（学名：Ricania simulans）为廣翅蠟蟬科廣翅蠟蟬屬下的一个种。